# あとらす二十一
株式会社あとらす二十一は、Webサイト構築・運用、インターネット広告、人材サービス、インバウンド支援を主軸に事業を展開する会社。

## 沿革
- 1979年8月 - 株式会社アトラスジャパン設立。通訳・翻訳業を開始。
- 1981年11月 - 本社を千代田区神田司町に移転。
- 1983年12月 - 本社を神田岩本町に移転。
- 1986年7月 - 人材派遣業を開始。
- 1986年11月 - 株式会社日本翻訳協会の設立に参加。代表の井上恒郎が副会長に就任。
- 1988年7月 - 関連会社の株式会社日本マックセンターを設立、MacDTPサービスを開始。
- 1994年7月 - 株式会社あとらす二十一に社名変更。株式会社日本マックセンターの業務を同社に移管。
- 1995年6月 - 資本金を5,000万円に増資。
- 1996年1月 - 本社を神田錦町に移転。Webサイト構築事業を開始。
- 1998年5月 - 人材紹介業を開始。
- 1999年5月 - 再就職支援業を開始。
- 2004年3月 - 本社を新宿三井ビルに移転。
- 2004年10月 - インターネット広告事業を開始。
- 2005年5月 - 資本金を1億円に増資。
- 2010年4月 - 特定派遣事業を開始。
- 2013年10月 - Yahoo!マーケティングソリューション正規代理店（三つ星）に認定。
- 2015年7月 - インバウンドプロモーション事業を開始。